# Montemaggiore Belsito
Montemaggiore Belsito (Muntimajuri in siciliano) è un comune italiano di 2 768 abitanti della città metropolitana di Palermo in Sicilia.

Dista 70 km da Palermo.

## Storia
Reperti archeologici avvalorano la tesi che il popolamento del territorio di Montemaggiore Belsito sia avvenuto prima del XII secolo con la presenza di un “casale” (piccolo centro abitato rurale) e che tale territorio sia stato in mano ai Bizantini ed ai Saraceni, poi, in occasione della loro invasione della Sicilia. Si ipotizza altresì, sempre a motivo di ritrovamenti archeologici, la presenza degli Arabi sul territorio montemaggiorese. Nella seconda metà del XIII secolo Montemaggiore, come molte terre dell'Isola in quel periodo, viene ripopolata da contadini montanari delle Madonie, dopo il verificarsi di un graduale spopolamento che seguì l'abbandono del monastero cluniacense che vi sorgeva. Alla fine del XIII secolo Montemaggiore è già innalzato al rango di “terra”.
È a partire dal 1410 che si ha notizia di un monastero benedettino fondato dai Ventimiglia. In tal periodo Montemaggiore apparteneva come feudo a Riccardello Filangeri, che nella prima metà del XIV sec. lo aveva avuto dal conte Francesco Ventimiglia in cambio del castello di Sperlinga. A partire da questo periodo fino alla seconda metà del XVI secolo Montemaggiore non dà segni di un suo ripopolamento. Nel 1598 Montemaggiore divenne “Marchesato” per concessione di re Filippo II a favore di Mariano Migliaccio Ventimiglia. Anche Montemaggiore, pur se nell'entroterra isolano, è toccato dal vasto processo di urbanizzazione territoriale della Sicilia, avvenuta tra il XVI ed il XVIII secolo e più precisamente prima del 1600 anche a causa del fenomeno, assai diffuso in tale periodo, dell'emigrazione interna. Nel 1624, Montemaggiore contava 185 case e 964 abitanti e nel 1652 si contavano 303 case e 1 260 abitanti. E di certo doveva essere centro di qualche rilievo se nella prima metà del XVII sec. vantava un monastero benedettino ed almeno tre chiese.
Il processo di crescita dell'abitato è ormai avviato poiché il suo territorio, vasto e fertile, è elemento di attrazione per la popolazione contadina dei vicini centri madoniti. Nel 1851 il centro abitato venne in parte cancellato da una frana. Molto diffusa era la “casa terrana”, di concezione semplicissima (monolocale) nella quale si sommano tutte le funzioni dell'abitare (abitazione per eccellenza dei poveri) venendo a mancare in questa fase iniziale quella classe medio-borghese che, molto più tardi darà vita ad una edilizia meno povera. L'idea di abitazione come rappresentanza di uno stato sociale affiorerà nel Settecento, ma anche allora rimarrà a Montemaggiore Belsito un fatto notevolmente marginale. Gli unici elementi che emergono dal tessuto urbano sono le chiese, il palazzo del principe di Baucina ed il palazzo Saeli, quest'ultimo costruito agli inizi del XX secolo. Dal punto di vista toponomastico si rileva che dopo l'Unità d'Italia all'originario nome di Montemaggiore viene aggiunto il termine Belsito.

### Cronotassi dei signori di Montemaggiore
- Mariano Migliaccio e Conte, terzo marchese di Montemaggiore che ottenne da Re Filippo IV di Spagna il titolo di Principe di Baucina.
- Ignazio Migliaccio e Marullo.
- Mariano Migliaccio e Sarzana.
- Ignazio Migliaccio Ventimiglia e Naselli.
- Eleonora Migliaccio e Drago, sposò Antonino Termine e Valguarnera principe di Casteltermine e conte di Isnello.
- Castrense Termine e Migliaccio.
- Francesca Di Maria - Termine, principessa di Baucina, marchesa di Montemaggiore e Biscardo, contessa di Isnello, baronessa di Aspromonte, sposò il 29 aprile 1863 con Biagio Licata.

## Monumenti e luoghi d'interesse

### Architetture religiose
- Basilica di Sant'Agata Vergine e Martire, il tempio custodisce il dipinto la Sacra Famiglia raffigurata con Sant'Anna e San Gioacchino,  opera attribuita a Filippo Randazzo; il dipinto Crocifisso con le Anime Sante del Purgatorio, opera di Vincenzo La Barbera del 1628; la Madonna dell'Udienza, statua marmorea di scuola gaginesca del 1629;
- Chiesa del Santissimo Crocifisso, edificio con volta progettata dall'architetto Francesco Ferrigno e affreschi realizzati da Filippo Randazzo;
- Chiesa del Purgatorio;
- Chiesa del Santissimo Sacramento;
- Chiesa dell'Immacolata Concezione;
- Chiesa della Madonna dell'Itria (Badia);
- Chiesa di Maria Santissima delle Grazie;
- Chiesa di San Giuseppe;
- Chiesa di Santa Angela;
- Chiesa del Calvario.

### Architetture civili
- Palazzo del Principe, in un atto del 1634 è documentato come sede di monastero di religiose dell'Ordine benedettino;
- Palazzo Saeli, costruzione edificata tra la fine del 1800 e l'inizio del 1900 in stile neo rinascimentale.

## Società

### Evoluzione demografica
Abitanti censiti

## Amministrazione
Di seguito è presentata una tabella relativa alle amministrazioni che si sono succedute in questo comune.
| Periodo          | Periodo           | Primo cittadino       | Partito                                                            | Carica              | Note  |
| ---------------- | ----------------- | --------------------- | ------------------------------------------------------------------ | ------------------- | ----- |
| 2 luglio 1985    | 2 giugno 1990     | Gaetano Luzio         | Democrazia Cristiana                                               | Sindaco             | [ 6 ] |
| 2 giugno 1990    | 24 febbraio 1993  | Giovanni Giallombardo | Democrazia Cristiana                                               | Sindaco             | [ 6 ] |
| 20 aprile 1993   | 20 settembre 1993 | Francesca Catalano    |                                                                    | Sindaco             | [ 6 ] |
| 10 novembre 1993 | 13 giugno 1994    | Alfonso Raimondo      | Democrazia Cristiana                                               | Sindaco             | [ 6 ] |
| 13 giugno 1994   | 25 maggio 1998    | Salvatore Scorsone    | Nuova Montemaggiore                                                | Sindaco             | [ 6 ] |
| 30 dicembre 1997 | 25 maggio 1998    | Calogero Licciardo    |                                                                    | Comm. straordinario | [ 6 ] |
| 25 maggio 1998   | 27 maggio 2003    | Gaetano Luzio         | l'ARCA                                                             | Sindaco             | [ 6 ] |
| 27 maggio 2003   | 17 giugno 2008    | Stefano Castiglia     | L'AURORA - CASTIGLIA SINDACO                                       | Sindaco             | [ 6 ] |
| 17 giugno 2008   | 11 giugno 2013    | Giuseppe Scaccia      | IL POPOLO DELLA LIBERTA' BERLUSCONI PRESIDENTE per SCACCIA SINDACO | Sindaco             | [ 6 ] |
| 11 giugno 2013   | 11 giugno 2018    | Domenico Porretto     | liberaMENTE                                                        | Sindaco             | [ 6 ] |
| 11 giugno 2018   | 29 maggio 2023    | Antonino Mesi         | Vivi MONTEMAGGIORE - Antonio MESI SINDACO                          | Sindaco             | [ 6 ] |
| 29 maggio 2023   | 20 dicembre 2024  | Antonino Mesi         | Vivi MONTEMAGGIORE - Antonio MESI SINDACO                          | Sindaco             | [ 6 ] |
| 3 gennaio 2025   | 26 Maggio 2025    | Francesca De Luca     |                                                                    | Comm. straordinario | [ 6 ] |
| 27 maggio 2025   | in carica         | Cosimo Gullo          | Vivi MONTEMAGGIORE - Cosimo GULLO SINDACO                          | Sindaco             | [ 6 ] |

## Sport
Per quanto riguarda lo sport, a Montemaggiore Belsito ha sede la società di calcio A.S.D. Belsitana, che ha disputato campionati dilettantistici regionali.